# Arthur Askey
Arthur Bowden Askey CBE (* 6. Juni 1900 in Liverpool; † 16. November 1982 in London) war ein britischer Komiker und Schauspieler.

## Leben
Askey besuchte von 1905 bis 1911 die St. Michael’s Council School und im Anschluss bis 1916 die Liverpool Institute High School for Boys. Während des Ersten Weltkriegs diente er in der Armee und trat bei Unterhaltungsabenden auf der Bühne auf. Nach dem Krieg war er zunächst in der Ausbildungsabteilung der Liverpool Corporation tätig. Von 1925 bis zu ihrem Tod im Jahr 1974 war er mit Elizabeth May Swash verheiratet. Sie hatten eine Tochter, Anthea Askey (1933–1999), die später gelegentlich an der Seite ihres Vaters schauspielerte.
In den 1920er und 1930er Jahren trat Askey kontinuierlich in Music-Hall-Programmen auf und war zu Beginn der 1930er Jahre auch in einer damaligen Vorform des Fernsehens der BBC zu sehen. Sein nationaler Durchbruch erfolgte jedoch erst 1938, als er die Hauptrolle der BBC-Radiosendung Band Waggon ergattern konnte. Mit seinem Partner Richard Murdoch schrieb er die Sendung alsbald selbst, die dadurch zu einem großen Erfolg wurde. Sein Spitzname war seit dieser Zeit „Big-Hearted“, der von Murdoch „Stinker“.

### Film
Während des Zweiten Weltkriegs spielte Askey in mehreren Komödien der Gainsborough Pictures, darunter Band Waggon (1940), die Visualisierung seiner Radioshow, Charley’s (Big-Hearted) Aunt (1940), eine sehr freie Adaption von Charleys Tante, und Back Room Boy (1942). Sein heute bekanntester Film ist die Gruselkomödie The Ghost Train (1941), in dem er als enervierend aufdringlicher und schlechter Bühnenkomiker allerdings nicht gerade seine dankbarste Rolle hatte. Seine Partner in diesen frühen Filmen waren Richard Murdoch sowie das Duo Moore Marriott und Graham Moffatt, das zuvor in den Filmen Will Hays aufgetreten war. Bis 1944 drehte Askey noch weitere Filme, die jedoch immer weniger an frühere Qualität und Kassenträchtigkeit anknüpfen konnten. Ab 1945 spielte der Komiker stattdessen erfolgreich im Musical Follow the Girls im Londoner West End. Mitte der 1950er Jahre gelang ihm ein kurzes Comeback beim Film, vor allem mit The Love Match (1955).

### Fernsehen
Askeys Hauptmedium in den 1950er Jahren war das Fernsehen. Zu seinen größten dortigen Erfolgen gehörten seine Serie Before Your Very Eyes! (1952–58) und die 1957 mit Hilfe der Autoren Sid Colin und Talbot Rothwell (Carry on) entstandene Adaption von Band Waggon als Living It Up, in der er nach sechzehn Jahren wieder mit Richard Murdoch zusammenarbeitete. Während der 1960er und 1970er Jahre war Askey weiterhin Gast etlicher Fernsehsendungen und gab hin und wieder Vorstellungen auf Kleinkunstbühnen. Sein letzter Film Rosie Dixon - Night Nurse entstand 1978. Bald darauf musste er die Schauspielerei aufgeben; bevor er 1982 starb, mussten ihm beide Beine amputiert werden.

## Stil
Askeys Filmfigur war gekennzeichnet durch seine Kleinwüchsigkeit – er war nur 1,58 m groß – eine schwarze Hornbrille, einen Hang zum Sprücheklopfen und eine quirlige Persönlichkeit zwischen Großmaul und Hasenfuß. Sein Humor baute auf der Verspieltheit der von ihm dargestellten Charaktere auf, die er improvisierend zu variieren wusste. Stetige Elemente waren seine Phrasen wie „Ay-thang-yaw!“ (I thank you), „Hello playmates!“, „Before your very eyes!“ und „Big-Hearted Arthur – that's me!“.

## Aufnahmen
Zwischen 1938 und 1949 nahm Askey mehrere Songs auf, die heute auf verschiedenen CD-Zusammenstellungen wie Hello Playmates zu hören sind. Sein größter Hit war The Bee Song.

## Filmografie (Auswahl)
- 1940: Band Waggon
- 1940: Charley’s (Big-Hearted) Aunt
- 1941: The Ghost Train
- 1941: I Thank You
- 1942: Back Room Boy
- 1942: King Arthur Was A Gentleman
- 1943: Miss London Ltd.
- 1944: Bees in Paradise
- 1955: The Love Match
- 1956: Ramsbottom Rides Again (auch Drehbuch-Mitarbeit)
- 1959: Make Mine a Million (auch Drehbuch-Mitarbeit)